# Гарро, Родриго
Родриго Гарро (исп. Rodrigo Garro; род. 4 января 1998, Санта-Роса) — аргентинский футболист, атакующий полузащитник клуба «Коринтианс».

## Биография
Гарро — воспитанник Академии Лионеля Мессии, а также клубов «Атлетико Рафаэла» и «Институто». 3 февраля 2018 года в матче против «Вилья Дальмине» он дебютировал в аргентинской Примере B в составе последнего. 14 сентября 2019 года в поединке против «Атлетико Браун» Родриго забил свой первый гол за «Институто». В начале 2022 года Гарро перешёл в «Тальерес». 13 февраля в матче против «Платенсе» он дебютировал в аргентинской Примере. 4 августа в поединке Кубка Либертадорес против «Велес Сарсфилд» Родриго забил свой первый гол за «Тальерес».